# Le schiave esistono ancora
Le schiave esistono ancora (sottotitolo: Film documentario a colori sulla schiavitù e il traffico nel 20º secolo) è un film del 1964, diretto da Maleno Malenotti, Roberto Malenotti e Folco Quilici.
Il film è tratto dal saggio di Sean O'Callaghan The Slave Trade pubblicato dall'editore Anthony Blond Ltd. nel 1961.
Nel 1967 è stata pubblicata dall'editore Longanesi una traduzione italiana col titolo Le schiave.
La prima proiezione si tenne il 27 giugno 1964 in Italia.

## Trama
A Beirut, la troupe del film parla con una ragazza inglese di 19 anni, che lavora lì come prostituta e come una donna bianca è ricercata tra la clientela distinta e quindi al di sopra dei suoi "colleghi" nativi.
In Eritrea, la troupe del film visita la casa "El Greco", che sembra un grande magazzino di traffico di esseri umani. Il proprietario ha comprato dopo l'ultima guerra bambini che erano diventati fastidiosi per le loro madri. Le persone ormai quasi adulte sono comprate dai ricchi arabi ai prezzi più alti.  Le ragazze non trattate costano molto più dei ragazzi. All'età di 16 anni, Maria, orfana italiana, è stata venduta dalla madre adottiva ad un egiziano che inizialmente l'ha fatta diventare sua compagna di giochi e, quando ne aveva avuto abbastanza di lei, l'ha rivenduta a un bordello a Khartum, dove servirà alti funzionari statali.
Vicino al confine tra l'Oman e l'Arabia Saudita, persone nude sono su un piedistallo in vendita.  
Gli acquirenti interessati toccano i muscoli e guardano le povere creature in bocca per vedere se i denti sono ancora completi. I giovani robusti vengono comprati per il lavoro minorile e le giovani per il mercato della prostituzione.
Alla Mecca molte persone sono arrivate alla destinazione del loro viaggio. Alcuni hanno sperperato tutto quanto avevano durante il sacro pellegrinaggio. Molte madri devono vendere i loro figli per ottenere soldi per il viaggio di ritorno.